# زمان پیوند
در علوم کامپیوتر، زمان پیوند به دوره زمانی در هنگام ایجاد یک برنامه رایانه‌ای گفته می‌شود که در آن یک پیوند دهنده برای آن بر روی برنامه اجرا می‌شود. زمان اتصال بعد از زمان کامپایل و قبل از زمان اجرا (هنگامی که یک برنامه است اجرا) رخ می‌دهد.
معمولاً صحبت در مورد عملیات زمان پیوند (عملیاتی که توسط یک پیوند دهنده انجام می‌شود) یا نیازهای زمان پیوند (نیازهای زبان برنامه‌نویسی که باید توسط کد منبع کامپایل شده تأمین شود تا با موفقیت پیوند داده شود) معمول است.

## عملیات‌های زمان پیوند
عملیات‌هایی که در زمان پیوند انجام می‌شوند معمولاً شامل درست کردن آدرس‌هایی که از اشیا که از خارج ارجاع شده‌اند، توابع و انواع مختلف بررسی ماژول‌ها هستند (به عنوان مثال بررسی نوع در شناسه‌های قابل مشاهده از خارج و در برخی از زبان‌ها نمونه سازی الگوها). برخی از کامپایلرهای بهینه‌ساز تولید کد را تا زمان پیوند به تأخیر می‌اندازند زیرا در آنجا اطلاعات مربوط به یک برنامه کامل در دسترس آنها است. آدرس دهی متغیرهای خارج از برنامه نیز در زمان پیوند انجام می‌شود.
بهینه‌سازی زمان پیوند (LTO)، در صورت فعال بودن، در زمان پیوند اتفاق می‌افتد.

## نیازهای زمان پیوند
تعریف زبان برنامه‌نویسی ممکن است نیازهای مربوط به زمان پیوند را مشخص کند که کد باید برای کامپایل موفقیت‌آمیز این نیازها را برآورده کند (به عنوان مثال حداکثر تعداد کاراکترها در یک متغیر خارجی باید در نظر گرفته شود).

## استثناها
در برخی از زبان‌های برنامه‌نویسی ممکن است لازم باشد برخی از کامپایل‌ها و پیوندها در زمان اجرا رخ دهد.